# His Band and the Street Choir
 His Band and the Street Choir (vagy egyszerűen Street Choir), Van Morrison negyedik szólóalbuma. 1970. november 15-én jelent meg, a Warner Bros. kiadónál. Morrison eredetileg a Virgo’s Fool címet adta az albumnak, de a Warner Bros. a beleegyezése nélkül változtatta meg jelenlegi címére. A felvételek 1970 elején kezdődtek meg a New York állambeli Woodstock-ban. Morrison a 46. utcában lévő A&R stúdiót bérelte ki az év második negyedében, hogy újabb felvételeket készítsen, amelyekből kettő a lemezen is napvilágot látott.
A kritikusok dicsérték mindkét session felvételeit, szabad, nyugtató dallamai miatt, de a szövegeket egyszerűen korábbi munkáival hasonlították össze. Morrison szerette volna a lemezt a cappella megjelentetni (az ő hangját háttérkórus kísérte volna), de a dalokat végül hangszeres kísérettel vették fel. Morrison elégedetlen volt a kísérő vokalistákkal, és egyéb változtatásokkal, ezért a későbbi évek folyamán nem tartotta sokra ezt a korongot.
A His Band and His Street Choir mégis elismerést aratott, mint korábbi munkája a Moondance. A Billboard 200-as listáján a 32., a UK Album Chart-on pedig a 18. helyig jutott. A pozitív fogadtatást a legjobb tíz dal közé jutott Domino című számnak köszönhette, amelyet az album megjelenése előtt adtak ki kislemezként, és még a Brown Eyed Girl sikerét is felülmúlta. A 2010-es évvel bezárólag ez a szám Morrison legtöbbet elért kislemeze. Az album további két dala a "Blue Money" és a "Call Me Up in Dreamland" érte el a Billboard 100-as listáját.

## Alkotói folyamat

### Felvételek
A felvételek ún. demo session formájában kezdődtek egy kis woodstocki templomban, ezeket azonban nem szándékoztak kiadni hivatalos formában. Ennek folyamán Morrison az ezt megelőző két albumról lemaradt anyagokon dolgozott, két dalt rögzítettek a "Crazy Face"-t és a and "Give Me a Kiss"-t, valamint további két instrumentális számot. Csak minimális felvevő eszközt használtak, amelyeket a dobos Dahaud Shaar kezelt, aki abban az időben készült stúdiót nyitni Woodstockban. Shaar így emlékezik vissza: „Egy régi templomra bukkantam, ahova csak bepakoltuk a cuccot, felállítottam két felvevőmikrofont és bekapcsoltuk a magnót. Ezek a felvételek lettek a későbbi lemez alapjai.”
Az új együttesbe három régebbi muzsikust hívott vissza a Moondance lemez idejéből: a szaxofonos Jack Schroer-t, a gitáros John Platania-t és a basszusgitáros John Klingenberg-et. Az énekes trió (of Emily Houston, Judy Clay és Jackie Verdell) szintén visszatértek, hogy az "If I Ever Needed Someone" című számban háttérvokálozzanak. A multi-instrumentalista Dahaud Shaar szintén csatlakozott az együtteshez, aki a Moondance turnén szerepelt, habár a lemez felvételein még nem vett részt. A billentyűs Alan Hand 1970 áprilisában csatlakozott a zenekarhoz, felváltva Jef Labes-t, aki az év végén Izraelbe távozott. A felállást Keith Johnson trombitás, Hammond orgonás egészítette ki.
1970 márciusa és májusa között kezdődtek a lemez felvételei a New York-i A&R stúdióban. Morrison a cappella lemezt szeretett volna készíteni, és fejében már össze is állt a képzeletbeli kórus: Dahaud Shaar, Larry Goldsmith, Andrew Robinson és akkori felesége Janet "Planet" Rigsbee, akik mind Woodstock környékén éltek. Csak négy tagot szeretett volna a kórusba, de rávették Morrison, hogy csatlakozzon hozzájuk Martha Velez és Ellen Schroer (Keith Johnson és Jack Schroer feleségei). Később meggyőzték, hogy ne csak a cappella szerepeljen a lemezen. „Pár ember járt a fejemben akik szerepelhetnek a kórusban. Megkérdeztem, akarnak-e énekelni… aztán megérkeztek az idősebb hölgyek és elrontották az egészet.” Elégedetlen volt a kórus felvételekkel, mivel különböző hatást szeretett volna elérni. „Azt akartam, hogy a cappella kórusként működjenek, miközben én egy szál gitárral kísérem őket. De nem jött össze.” A felvételek alatt Morrison ugyanazon számokat rögzítette, mint amiket Woodstockban a kis templomban vettek fel, valamint a "Gypsy Queen" című dalt, és egy további instrumentális számot. Elliott Schreiner lett a hangmérnök, aki már a Moondance lemez létrejöttében is segédkezett. Clinton Heylin életrajzíró szerint azonban a mérnök és Morrison bizonyos dolgokban nem értett egyet, így később Schreiner már nem vett részt a lemez munkálataiban.
Június és augusztus között Morrison visszatért az A&R stúdióba, ahol a megmaradt hat felvételt rögzítették, amelyek felkerültek a megjelenő albumra. Erre a fázisra Dahaud Shaar töltötte be a hangmérnök szerepét, habár ő maga nem emlékezett arra, hogy Morrison őt kérte volna fel rá: „Elliot azt gondolta, ő lesz a társ-producer, másfelől viszont soha nem láttam, hogy ő kérne fel személyeket a változtatásokra, vagy indítaná el a felvételeket… magamat sem tartottam társ-producernek. Van kérdezgetett tőlem, én válaszoltam, de ez nem kialakított szerepkör volt.” Morrison elégedetlen volt némely végső felvétellel ezért nem sokkal a lemez befejezése előtt jelentősen átdolgozta a "Street Choir" című dalt.

### Az album dalai
Néhány dalt, amely ezen a lemezen helyet kapott, már az Astral Weeks és a Moondance idején rögzítettek. Morrison újraírta és áthangszerelte őket, mert a felvételeken más zenészek működtek közre, más hangszereken. Az album dalai, amelyet Jon Landau a Rolling Stone kritikusa szabad, megnyugtató dallamoknak nevez, sok zenei stílust ötvöz. Az egyszerű szövegekből hiányzik az összetettség, és pontosan ezt várták Morrisontól.
Az első száma lemezen "I've Been Working" még az Astral Weeks és a Moondance felvételei során készült 1968-ban és 69-ben. A végső változat felütéseket tartalmaz és James Brown hatását hordozza magával. Morrison a "Woman, woman, woman, you make me feel alright" sort uniszónóban énekli a fúvós szekcióval, amelyet Landau lélegzetelállítónak nevez.
A "Domino" című számot számtalanszor rögzítette megjelenése előtt. Először az Astral Weeks felvételei során 1968 szeptembere és novembere között. 1968 és 1970 között Morrison gyakran áthangszerelte, különösen a harmonikus részeket. A világot látott változat mérsékelt 4/4-es tempójú, ritmusgitárral felvett dal. A fúvós szekció később került rá a felvételre. Morrison rögtönöz a refrén végén és a versszakok kezdetekor, amikor azt kiáltja: „Dig it!” valamint a szám végén: "And the band ... one more time!", ami, Peter Mills szerint, teljessé teszi a dal és az album élénkségét. Brian Hinton zenetörténész szerint a dal Fats Domino zongoristának állít emléket. A "Domino"-val és 1968 végén felvett "If I Ever Needed Someone" című dallal, ez is egyike a sok blues hatású számnak, amely az albumon helyet kapott.
A "Virgo Clowns" először 1969 elején került rögzítésre "(Sit Down) Funny Face" címmel. A Street Choir próbák alatt vették fel újból egyszerűen "Funny Face"-ként. A lemez próbáinak második szakaszában már a lemezre felkerült címet adta neki Morrison. A dalt Morrison és John Platania játssza gitáron. A dal végén Dahaud Shaar és Larry Goldsmith nevetése hallatszik.
A "Crazy Face" az Astral Weeks idején elkészített "Going Around with Jesse James" dalból fakad. Mindkét dalban találhatók utalások a híres vadnyugati banditáról, Jesse James-ről. A dal szokatlan 8/4-es tempóban íródott, az első, harmadik és hetedik ütem hangsúlyos. Zongora vezeti be a dalt és hirtelen ér véget, amelyet Peter Mills puskalövésként értelmez, utalva az amerikai törvényenkívüliségre.
A "Give Me a Kiss" és a "Gypsy Queen" az első próbák utolsóként felvett dalai. Morrison a "Give Me a Kiss"-t vagy akkori feleségének Planet-nek, vagy ebben az időszakban született lányának, Shana-nak írta. Tizenkét ütemes blues, a 60-as években népszerű boogie rock stílusában, amely arra késztette a kritikusokat, hogy párhuzamot vonjanak a Beatles vagy Elvis Presley munkásságával. A "Gypsy Queen"-t sokak szerint Curtis Mayfield and the Impressions "Gypsy Woman" című dala ihlette. Johnny Rogan a "Caravan" című dal szellemének rossz megidézése. Morrison falsetto-t énekel, míg a billentyűs Alan Hand celeste-n játszik, zenedobozt utánozva az elején és a végén.
A felvételek második szakaszában a lemez hátralévő anyagát hozta napvilágra. A "Call Me Up in Dreamland" című szám gospel stílusú szerzemény. A dalszöveg a turné úton töltött idejére utal, valamint a feleségével eltöltött időre. „Végre valóban álomvilágban éltünk, hiszi vagy nem, varázslatos idő volt – emlékszik vissza Planet.
Az "I'll Be Your Lover, Too" című számot Morrison és Planet házassága ihlette. Ennek a 4/4-es akusztikus balladának egy 5/8-os üteme is van, mielőtt az ének belép. A "Blue Money" szójáték, ami Morrison akkori pénzügyi helyzetére utal. A "Sweet Jannie" ismét egy tizenkét ütemes blues, ami a fiatalkori szerelemről szól, a kritikusok szerint ismét Planet a főszereplő. A szöveg: , "I've been in love with you baby / Ever since you were in Sunday school (Szerelmes voltam beléd kicsim / amióta vasárnapi iskolába jártál)". Clinton Heylin szerint Morrison fiatalkori emlékeiről szól a dal, amikor Belfastban járt iskolába. Planet texasi születésű, de Kaliforniában nevelkedett fel.
Az album zárószámában, a "Street Choir"-ban Morrison számtalanszor felteszi a kérdést: , "Why did you let me down / And now that things are better off / Why do you come around (Miért hagytál el / És most amikor jobban mennek a dolgok / Miért bukkansz fel újra és újra)". Heylin szerint ezek a dalszövegek mutatják be legjobban, hogy tudatában volt annak, mennyire kihasználták. A "Move On Up" Ken Brooks szerint újabb utalás egy bizonyos Curtis Mayfield dalra. A felvételen Keith Johnson trombitán, Morrison pedig szájharmonikán játszik. Brian Hinton a szövegeket természetellenesen keserűnek nevezte, míg John Landau szerint a lemezen található dalok közül két-három is Morrison legjobb dalai között szerepelnek a lemez zenei és költői energiája miatt.

### Albumborító
A Warner Bros. 1970 karácsonyára tervezte megjelentetni az albumot rohamtempóban, ami nem sok időt hagyott a borító megtervezésére. Ez a feszített tempó oda vezetett, hogy a borítón hibás dalsorrend jelent meg, valamint a lemez címe is His Band and Street Choir-ként jelent meg. Az "I'll Be Your Lover, Too" című szám végén vágatlan beszélgetés hallható a végső felvételen, ami Peter Mills szerint mutatja a lemez durva hibáit. A borítót Janet Planet tervezte és ő írta a borítószöveget, amely Brian Hinton szerint picit kétségbeesettnek hangzik: „Az éneklésre és táncra késztet, és helyet keres magának valahol az ön életében”.
David Gahr készítette a kihajtható részen szereplő képeket, ahol Morrison az Őt kísérő zenészek, azok feleségei és gyerekei körében látható, amint Planet fiának Peternek a születésnapi partiján vesznek részt. Morrison szemétnek tartotta a képeket. Johhny Rogan szerint a borító még rosszabbul néz ki: Morrison „nevetséges” portréja testhosszúságú kaftánban. Morrison panaszkodott a lemezborító sztereotipikus volta miatt: „az emberek azt hiszik hippi vagyok a hosszú haj és szakáll miatt…, a kaftánt Woodstockban vettem, mert mindenki olyat hordott.” Mills egyetért: „Morrison sohasem volt hippi, de ezen a képen elég közel áll hozzá.”

### Fogadtatás
A lemez először LP-n jelent meg 1970. november 15-én. A lemez sorrendben a harmadik volt a Warner Bros. gondozásában. Többször jelent meg CD-n: 1987-ben, 1990-ben, 2005-ben. Bakelit lemezen is megjelent újra 2008-ban a Rhino Records-nál.
A His Band and the Street Choir a Billboard 200-as listáján a 32. helyet érte el, míg Angliában a 18. lett a UK Album Chart-on. Észak-Amerikában meleg fogadtatásban részesült – ahogy a Moondance is – főleg a "Domino" hatalmas sikerének köszönhetően, amely dal a 9. helyen ért célba a Billboard 100-as listáján. Ez a dal maradt a mai napig Morrison legnagyobb sikere, mivel egy hellyel előrébb végzett, mint 1967-es sikere a Brown Eyed Girl. John Landau a dal sikerét a kezdő gitár hangnak tulajdonítja miszerint: „nemcsak remek a dal kezdete, de az egész lemez hangulatát is megadja”. A második kislemez a "Blue Money" kevesebb sikerre vitte, csak a 23. helyet foglalhatta el, míg a "Call Me Up in Dreamland" csak két hétig szerepelt a 100-as listán, a 95. helyen.
A kritikusok általánosságban dicsérték a Street Choir-t. Jon Landau Morrison korábbi munkáival hasonlította össze: „A His Band and the Street Choir egy szabad lemez. Kevés sávot használtak a felvételeknél, és természetesen a Moondance lemez másik oldalát hivatott megmutatni. Ha van is hibája, az az, hogy túl sokat szeretne megmutatni. Ha a Street Choir dalhoz hasonló súlyú kompozíciók kerültek volna fel a lemezre, szinte tökéletes lemez született volna.”
A ZigZag magazin kritikusa John Tobler írta: „még ha alárendelt szerepet is kap a Moondance-szel szemben, nyolcvan százalékkal jobb, mint az Ön kollekciójában lévő lemezek. Robert Christgau sokkal kritikusabb volt: „kevésbé ellenállhatatlan, mint a Moondance, pár egyhangú szám és alkalmanként közepes ízlésű botlás”. Mindazonáltal a lemez A mínusz besorolást kapott tőle, később ez A-ra változott. Brian Hinton önéletrajzíró szerint a lemez halványan emlékeztet Bob Dylan Nashville Skyline albumára. Elvis Costello az 500 legjobb lemez közé válogatta. 2006-os kritikájában Johhny Rogan az album dalait egyszerű csalódásnak nevezte, összehasonlításképp az ezt megelőző két album anyagával.

### Morrison és a zenészek véleménye
Morrison nincs jó véleménnyel a lemezről, ahogy ezt el is mondta Ritchie Yorke-nak 1973-ban. „Valahol elvesztettem az ellenőrzést a lemez felett, nem is gondolok rá ebben az értelemben, mert nem sokat jelent, ahová tartottam… a lemez nem fogyott jól és én ennek örülök. Morrison először akkor vesztette el az ellenőrzést az album felett, amikor a lemez címe Virgo's Fool to His Band and the Street Choir-ról a megjelenés címére változott. Valaki más vette át az irányítást, amíg a nyugati parton voltam. Tudtam, mi történik, de nem voltam képes megállítani. Mást bíztam meg az üzleti ügyekkel, és habár enyém volt a végső döntés, ők csak mentek a maguk feje után. Szóval az egész rossz irányba indult és rosszul végződött.
Ennek ellenére a dobos, Dahaud Shaar szerint Morrisonnak a lemez megjelenésekor pozitív érzései voltak a lemezzel kapcsolatban.
Janet Planet osztja azt a nézetet, hogy: „Sok dal szerethető ezen a lemezen: Blue Money, Crazy Face, Call Me Up in Dreamland, Domino. Ezek bármely korszakban remek dalok lehetnének.

## A lemez dalai
Az összes dal szerzője Van Morrison, kivéve a jelzett helyen. 
| 1. | Domino                               | 3:06 |
| 2. | Crazy Face                           | 2:56 |
| 3. | Give Me a Kiss (Just One Sweet Kiss) | 2:30 |
| 4. | I've Been Working                    | 3:25 |
| 5. | Call Me Up in Dreamland              | 3:52 |
| 6. | I'll Be Your Lover, Too              | 3:57 |

| 1. | Blue Money               | 3:40 |
| 2. | Virgo Clowns             | 4:10 |
| 3. | Gypsy Queen              | 3:16 |
| 4. | Sweet Jannie             | 2:11 |
| 5. | If I Ever Needed Someone | 3:45 |
| 6. | Street Choir             | 4:43 |

### Közreműködő zenészek
- Van Morrison – gitár, harmónika, tenorszaxofon, ének
- Judy Clay – háttérvokál a "If I Ever Needed Someone" című számban
- Alan Hand – zongora, Hammond orgona, celeszt
- Emily Houston – háttérvokál a "If I Ever Needed Someone" című számban
- Keith Johnson – trombita, Hammond orgona
- John Klingberg – basszus
- John Platania – elektromos és akusztikus gitár, mandolin
- Jack Schroer – szoprán, alt- és baritonszaxofon, zongora
- Dahaud Shaar (David Shaw) – dob, ütőshangszerek, basszusklarinét, háttérvokál
- Jackie Verdell – háttérvokál a "If I Ever Needed Someone" című számban

A Street Choir
- Larry Goldsmith
- Janet Planet
- Andrew Robinson
- Ellen Schroer
- Dahaud Shaar (David Shaw)
- Martha Velez

### Producerek
- Van Morrison – producer
- Dahaud Shaar – társproducer
- Elliot Scheiner – produkciós koordinátor, hangmérnök
- Dixon Van Winkle, Ed Anderson, Mark Harman, Richard Lubash – segédproducerek
- David Gahr – fotográfus
- Janet Planet – albumborító tervezés

## Fordítás
Ez a szócikk részben vagy egészben  a   His Band and the Street Choir című angol Wikipédia-szócikk ezen változatának fordításán alapul.  Az eredeti cikk szerkesztőit annak laptörténete sorolja fel. Ez a jelzés csupán a megfogalmazás eredetét és a szerzői jogokat jelzi, nem szolgál a cikkben szereplő információk forrásmegjelöléseként.